# Кочкуровский район
Кочку́ровский райо́н (эрз. Кочкурбуе, мокш. Кочкуровань аймак) — административно-территориальная единица (район) и муниципальное образование (муниципальный район) в составе Республики Мордовия Российской Федерации.
Административный центр — село Кочкурово.

## География
Кочкуровский район расположен на юго-востоке Мордовии. Граничит с Ульяновской областью (на востоке), с Пензенской областью (на юге) и с районами Мордовии: на западе — с Рузаевским и территорией, подчинённой городу Саранску, на северо-востоке — с Лямбирским и Большеберезниковским.

## История
11 марта 1959 года к Кочкуровскому району была присоединена часть территории упразднённого Саранского района.

## Население
| \| 1970[6] \| 1979[7] \| 1989[7] \| 2002[7] \| 2005[8] \| 2006[8] \| 2007[8] \| \| -------- \| -------- \| -------- \| -------- \| -------- \| -------- \| -------- \| \| 27 475 \| ↘20 242 \| ↘13 852 \| ↘11 829 \| ↘11 442 \| ↘11 297 \| ↘11 142 \| \| 2008[8] \| 2009[9] \| 2010[7] \| 2011[10] \| 2012[11] \| 2013[12] \| 2014[13] \| \| ↘10 959 \| ↘10 772 \| ↗10 794 \| ↘10 757 \| ↘10 677 \| ↘10 505 \| ↘10 355 \| \| 2015[14] \| 2016[15] \| 2017[16] \| 2018[17] \| 2019[18] \| 2020[19] \| 2021[4] \| \| ↘10 292 \| ↘10 086 \| ↘9899 \| ↘9873 \| ↘9752 \| ↘9611 \| ↘9442 \| 5000 10 000 15 000 20 000 25 000 30 000 1970 2006 2011 2016 2021 |         |         |         |         |         |         |
| 1970 | 1979    | 1989    | 2002    | 2005    | 2006    | 2007    |
| 27 475 | ↘20 242 | ↘13 852 | ↘11 829 | ↘11 442 | ↘11 297 | ↘11 142 |
| 2008 | 2009    | 2010    | 2011    | 2012    | 2013    | 2014    |
| ↘10 959 | ↘10 772 | ↗10 794 | ↘10 757 | ↘10 677 | ↘10 505 | ↘10 355 |
| 2015 | 2016    | 2017    | 2018    | 2019    | 2020    | 2021    |
| ↘10 292 | ↘10 086 | ↘9899   | ↘9873   | ↘9752   | ↘9611   | ↘9442   |

### Национальный состав
Эрзя 92,58 %, русские 3,77 %, татары 3,04 %, другие народы 0,61% . Это район с наибольшим процентом эрзянского населения в Мордовии, в России и в мире в целом.

## Административное деление
В Кочкуровский район как административно-территориальную единицу входят 8 сельсоветов.
В муниципальный район, в рамках организации местного самоуправления, входят 8 муниципальных образований со статусом сельских поселений.
Сельсоветы одноимённы образованным в их границах сельским поселениям.
| № | Муниципальное образование                | Административный центр   | Количество населённых пунктов | Население (чел.) | Площадь (км²) |
| - | ---------------------------------------- | ------------------------ | ----------------------------- | ---------------- | ------------- |
| 1 | Булгаковское сельское поселение          | село Булгаково           | 6                             | ↗650             | 74,12         |
| 2 | Качелайское сельское поселение           | село Качелай             | 3                             | ↘476             | 51,84         |
| 3 | Кочкуровское сельское поселение          | село Кочкурово           | 6                             | ↘3601            | 222.42        |
| 4 | Красномайское сельское поселение         | посёлок Красномайский    | 5                             | ↘491             | 62,05         |
| 5 | Мордовско-Давыдовское сельское поселение | село Мордовское Давыдово | 2                             | ↘445             | 30,10         |
| 6 | Подлесно-Тавлинское сельское поселение   | село Подлесная Тавла     | 1                             | →564             | 75,10         |
| 7 | Сабаевское сельское поселение            | село Сабаево             | 3                             | ↗845             | 119,42        |
| 8 | Семилейское сельское поселение           | село Семилей             | 13                            | ↗2370            | 181.4         |

Первоначально в муниципальном районе в 2005 году было образовано 13 муниципальных образований со статусом сельских поселений (им соответствовали 13 сельсоветов).
Законом от 5 марта 2014 года, Воеводское сельское поселение и одноимённый ему сельсовет были упразднены, а входившие в них населённые пункты включены в Семилейское сельское поселение и сельсовет.
Законом от 17 мая 2018 года, Мураньское и Новопырменское сельские поселения и одноимённые им сельсоветы были упразднены, а входившие в их состав населённые пункты были включены в Кочкуровское сельское поселение (сельсовет).
Законом от 24 апреля 2019 года, Старотурдаковское сельское поселение (сельсовет) было упразднено, а входившие в его состав населённые пункты были включены в Семилейское сельское поселение (сельсовет).

### Населённые пункты
В Кочкуровском районе 39 населённых пунктов.
| №  | Населённый пункт    | Тип              | Население | Муниципальное образование                |
| -- | ------------------- | ---------------- | --------- | ---------------------------------------- |
| 1  | Булгаково           | село             | ↘585      | Булгаковское сельское поселение          |
| 2  | Внуковка            | деревня          | ↘26       | Булгаковское сельское поселение          |
| 3  | Воеводское          | посёлок станции  | ↗434      | Семилейское сельское поселение           |
| 4  | Воеводское          | село             | ↘269      | Семилейское сельское поселение           |
| 5  | Воробьевка          | деревня          | ↘15       | Булгаковское сельское поселение          |
| 6  | Дворянский Умыс     | село             | ↘3        | Красномайское сельское поселение         |
| 7  | Дурасово            | село             | ↘7        | Семилейское сельское поселение           |
| 8  | Журловка            | посёлок разъезда | ↘13       | Семилейское сельское поселение           |
| 9  | Заречный            | посёлок          | ↗7        | Булгаковское сельское поселение          |
| 10 | Качелай             | посёлок разъезда | ↗19       | Качелайское сельское поселение           |
| 11 | Качелай             | село             | ↗377      | Качелайское сельское поселение           |
| 12 | Кочкурово           | село             | ↘3004     | Кочкуровское сельское поселение          |
| 13 | Красная Зорька      | деревня          | ↘116      | Кочкуровское сельское поселение          |
| 14 | Красномайский       | посёлок          | ↘536      | Красномайское сельское поселение         |
| 15 | Майдан              | посёлок          | ↘3        | Сабаевское сельское поселение            |
| 16 | Малый Умыс          | деревня          | ↘1        | Красномайское сельское поселение         |
| 17 | Мордовское Давыдово | село             | ↘256      | Мордовско-Давыдовское сельское поселение |
| 18 | Мурань              | село             | ↘185      | Кочкуровское сельское поселение          |
| 19 | Новая Нечаевка      | посёлок          | ↘3        | Булгаковское сельское поселение          |
| 20 | Новая Пырма         | село             | ↘396      | Кочкуровское сельское поселение          |
| 21 | Новосельцево        | село             | ↘6        | Кочкуровское сельское поселение          |
| 22 | Новотроицкий        | посёлок          | ↘18       | Красномайское сельское поселение         |
| 23 | Новотягловка        | деревня          | ↘60       | Семилейское сельское поселение           |
| 24 | Новые Турдаки       | село             | ↘419      | Семилейское сельское поселение           |
| 25 | Пенькозавод         | посёлок          | ↘61       | Сабаевское сельское поселение            |
| 26 | Подлесная Тавла     | село             | →564      | Подлесно-Тавлинское сельское поселение   |
| 27 | Примерный           | посёлок          | ↘113      | Семилейское сельское поселение           |
| 28 | Рассказово          | посёлок          | ↗169      | Семилейское сельское поселение           |
| 29 | Русское Давыдово    | село             | ↗244      | Мордовско-Давыдовское сельское поселение |
| 30 | Сабаево             | село             | ↘1028     | Сабаевское сельское поселение            |
| 31 | Свободный           | посёлок          | ↘4        | Семилейское сельское поселение           |
| 32 | Семилей             | село             | ↘721      | Семилейское сельское поселение           |
| 33 | Старая Нечаевка     | деревня          | ↘1        | Булгаковское сельское поселение          |
| 34 | Старая Пырма        | деревня          | ↘28       | Кочкуровское сельское поселение          |
| 35 | Старые Турдаки      | село             | ↘545      | Семилейское сельское поселение           |
| 36 | Татарский Умыс      | село             | ↘306      | Качелайское сельское поселение           |
| 37 | Тепловка            | село             | ↘5        | Красномайское сельское поселение         |
| 38 | Умыс                | посёлок разъезда | ↗7        | Семилейское сельское поселение           |

Упразднённые населённые пункты
- 1997 год — деревня Грачёвка Булгаковского сельсовета[26];

- 2024 год — посёлок железнодорожного разъезда Симбухово.

## Экономика
Кочкуровский район — сельскохозяйственный. В районе имеются основные бюджетообразующие сельскохозяйственные предприятия:
- Аграрная производственная фирма «Норов»
- Агрофирма «Тавла»
- Предприятие «Лисма-Нива 2»
- Предприятие «Сабаево»
- Агрофирма «Родина»

## Люди, связанные с районом
- Корнишин, Василий Иванович (1924, село Булгаково — 1944) — участник Великой Отечественной войны, Герой Советского Союза Сергей Иванович Полежайкин, село Старые Турдаки - (1920—1944) — старший лейтенант Рабоче-крестьянской Красной Армии, участник Великой Отечественной войны, Герой Советского Союза
- Каниськина, Ольга Николаевна (19 января 1985 года, с. Напольная Тавла, Мордовия, СССР) — российская легкоатлетка, олимпийская чемпионка 2008 года